# Степок (Бердичівський район)
Степо́к — село в Україні, в Краснопільській сільській громаді Бердичівського району Житомирської області. Населення становить 166 осіб.

## Історія
У 1906 році хутір П'ятківської волості Житомирського повіту Волинської губернії. Відстань від повітового міста 42 версти, від волості 5. Дворів 15, мешканців 83.
Колишній орган місцевого самоуправління — Польово-Слобідська сільська рада.

## Населення

### Мова
Розподіл населення за рідною мовою за даними перепису 2001 року:

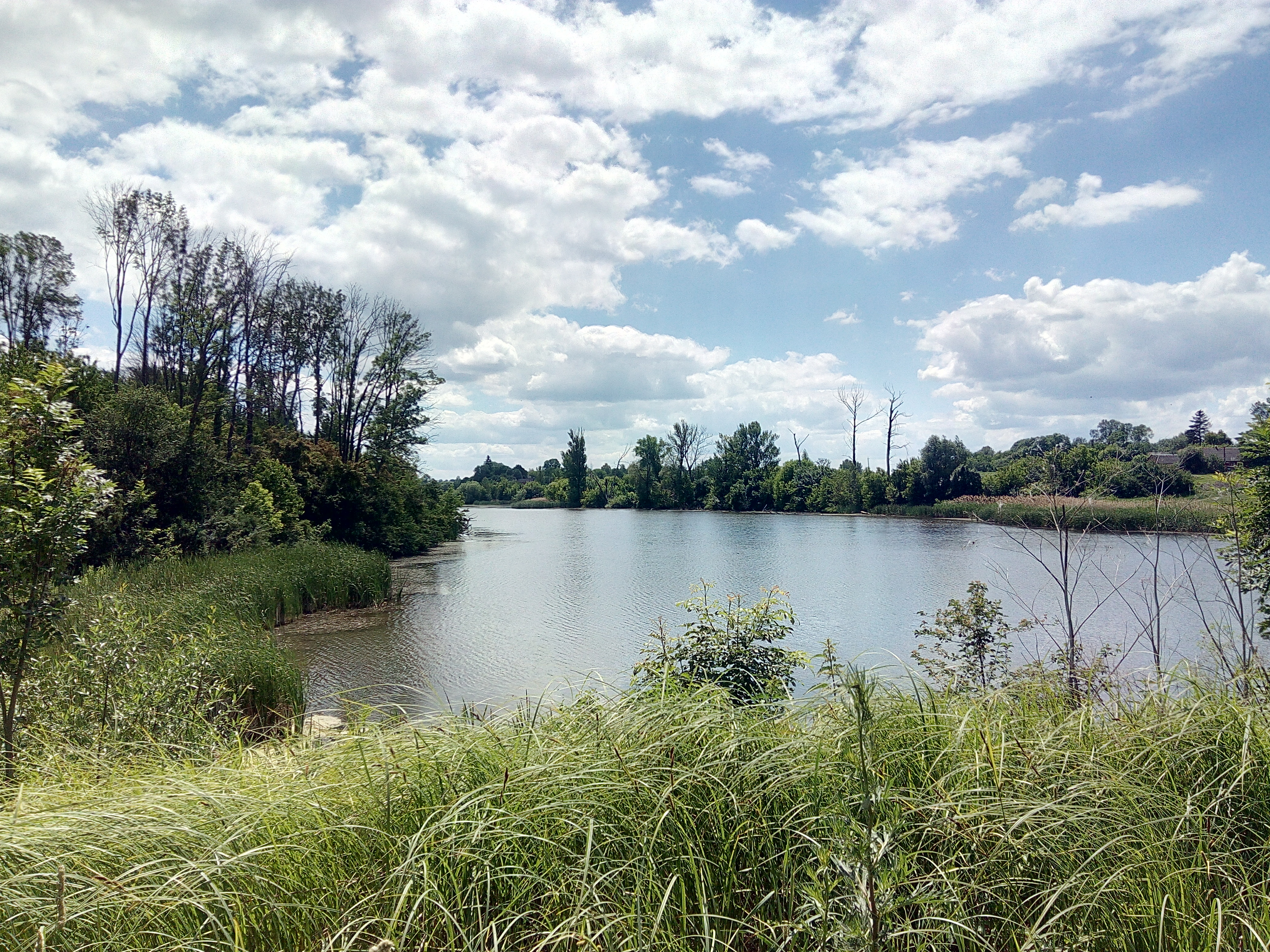

| Мова       | Кількість | Відсоток |
| ---------- | --------- | -------- |
| українська | 166       | 100 %    |